# Grenoble Challenger 2005
Il Grenoble Challenger 2005 è stato un torneo di tennis facente parte della categoria ATP Challenger Series nell'ambito dell'ATP Challenger Series 2005. Il torneo si è giocato a Grenoble in Francia dal 26 settembre al 2 ottobre 2005 su campi in cemento indoor.

## Vincitori

### Singolare
Marc Gicquel ha battuto in finale  Thomas Enqvist con il punteggio di 6–0, 6–2

### Doppio
Julien Benneteau /  Nicolas Mahut hanno battuto in finale  Grégory Carraz /  Nicolas Tourte con il punteggio di 4–6, 6–4, 6–3